# Campeonato Europeo de Atletismo de 2028
El XXVIII Campeonato Europeo de Atletismo se celebrará en Chorzów (Polonia) en el año 2028 bajo la organización de la Asociación Europea de Atletismo (AEA) y la Federación Polaca de Atletismo.